# Дегтярёв, Александр Владимирович
Александр Владимирович Дегтярёв (26 марта 1955, д. Толмачёво, Раменский район Московская область, РСФСР, СССР) — советский спортсмен (гребля на байдарках), олимпийский чемпион (1976), заслуженный мастер спорта СССР (1976).

## Спортивная карьера
- Олимпийский чемпион 1976 в гребле на байдарке-четвёрке (с С. Чухраем, В. Морозовым и Ю. Филатовым) на дистанции 1000 м
- Серебряный призёр чемпионата мира 1974 (байдарка-четверка; 1000 м)
- Чемпион СССР 1975 — 1977 годов на различных дистанциях в составе разных экипажей.

## Награды
- Орден «Знак Почёта»